# Whitesmith
Whitesmith är en grönfärgad krusbärsort vars ursprung är England - känd sedan tidigt 1800-tal. Mognar vid slutet av juli, och ger mycket frukt. Smaken är aningen syrlig, samt söt och aromatisk. Passar bra i köket.
Whitesmith räknas som en svensk mandatsort.